# Långholmen (söder om Stensnäs, Pyttis)
Långholmen, finska: Pitkäsaari, är en ö i Finland. Den ligger i Finska viken och i kommunen Pyttis i den ekonomiska regionen  Kotka-Fredrikshamn i landskapet Kymmenedalen, i den södra delen av landet. Ön ligger omkring 11 kilometer sydväst om Kotka och omkring 100 kilometer öster om Helsingfors.
Öns area är 26,3 hektar och dess största längd är 1 kilometer i sydöst-nordvästlig riktning.